# Empogona bequaertii
Empogona bequaertii är en måreväxtart som först beskrevs av De Wild., och fick sitt nu gällande namn av James Tosh och Elmar Robbrecht. Empogona bequaertii ingår i släktet Empogona och familjen måreväxter. Inga underarter finns listade i Catalogue of Life.